# Tanja Fajon

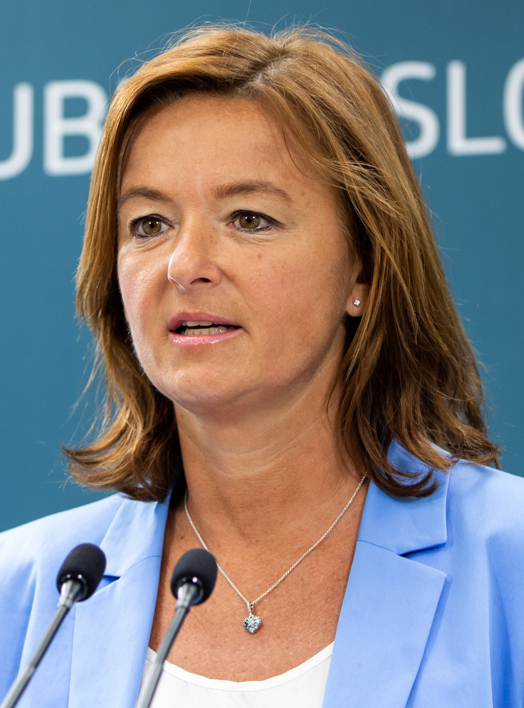
Tanja Fajon

Tanja Fajon (* 9. Mai 1971 in Ljubljana) ist eine slowenische Politikerin (Socialni demokrati). Seit Juni 2022 ist sie stellvertretende Ministerpräsidentin und Außenministerin Sloweniens. Zuvor war sie von 2009 bis 2022 Mitglied des Europäischen Parlaments. Seit Mai 2020 ist sie zudem Parteivorsitzende der Socialni demokrati.

## Biographie
Fajon erwarb den Bachelor im Marketing in gemeinnützigen Organisationen sowie in Journalistik an der Universität Ljubljana und danach einen Master in Internationaler Politik am College für interdisziplinäre Studien an der Universität Paris-Süd und dem CERIS in Brüssel. Sie arbeitete zunächst als Journalistin und Redaktionsassistentin bei Radio Glas Ljubljane sowie als Journalistin und Reporterin bei der Tageszeitung Republika. 1995 wechselte sie zu RTV Slovenija, wo sie von 2001 bis 2009 EU-Korrespondentin in Brüssel war. Nach der Europawahl 2009 wurde sie Mitglied des Europäischen Parlaments. Sie war in der Fraktion der Progressiven Allianz der Sozialisten & Demokraten im Europäischen Parlament und Mitglied im Ausschuss für bürgerliche Freiheiten, Justiz und Inneres und im Sonderausschuss gegen organisiertes Verbrechen, Korruption und Geldwäsche. Als stellvertretendes Mitglied gehörte sie dem Ausschuss für auswärtige Angelegenheiten und der Delegation für die Beziehungen zu Albanien, Bosnien und Herzegowina, Serbien, Montenegro sowie Kosovo an. Seit dem Rücktritt des bisherigen Parteivorsitzenden Dejan Židan im Mai 2020 ist sie Vorsitzende der Socialni demokrati. Am 12. Mai 2022 schied sie aus dem Europaparlament aus, da sie für das Amt der slowenischen Außenministerin nominiert wurden war. Für sie rückte Matjaž Nemec ins Europaparlament nach. Seit dem 1. Juni 2022 ist sie stellvertretende Ministerpräsidentin und Außenministerin im Kabinett Golob.